# Gabriel-Melchior de Messey
Gabriel-Melchior de Messey (né près de Langres le 18 septembre 1748 et mort à Vienne en Autriche le 17 mars 1806) est évêque de Valence de 1787 à 1790.

## Biographie
Gabriel-Melchior de Messey nait au château de Biesles dans le diocèse de Langres. Il est le fils de Gabriel de Messey, comte de Biesles (1708-1765) et de Louise Pétronille de Ligniville (1710-1790). Destiné à l'Église, il est prêtre licencié « in utroque jure » et  pourvu dès novembre 1779 en commende de l'abbaye de Saint-Romain de Blaye dans le diocèse de Bordeaux. 
Vicaire général de l'archidiocèse d'Aix à l'époque de l'archevêque Jean de Dieu-Raymond de Boisgelin de Cucé et chanoine-comte de Lyon en 1786, il est désigné comme évêque de Valence en septembre 1788 et consacré en octobre. Après la promulgation en 1790 de la Constitution civile du clergé, il est présent à Paris en janvier 1791 et refuse de prêter le serment. Il est alors remplacé par François Marbos curé de Bourg-les-Valence comme évêque constitutionnel (1791-1793). Il se retire alors dans l'abbaye territoriale de Saint-Maurice d'Agaune dans le canton du Valais en Suisse. Lors de la signature du Concordat de 1801 il refuse de démissionner et n'y consent que quelques jours avant sa mort à Vienne en Autriche le 17 mars 1806.